# Alexander Koch (Historiker)
Alexander Koch (* 5. Juli 1966 in Bremen; † 17. Januar 2019 in Berlin) war ein deutscher Prähistoriker und Präsident der Stiftung Deutsches Historisches Museum in Berlin von 2011 bis 2016.

## Leben
Nach dem Besuch des Stefan-George-Gymnasiums in Bingen von 1977 bis 1986 studierte Koch Vor- und Frühgeschichte, Klassische Archäologie sowie Mittlere und Neuere Geschichte in Mainz und Kiel. Er wurde 1992 an der Universität Mainz mit der Dissertation zu Bügelfibeln der Merowingerzeit im westlichen Frankenreich in Vor- und Frühgeschichte promoviert, danach war er von 1993 bis 1999 wissenschaftlicher Angestellter am Römisch-Germanischen Zentralmuseum in Mainz.
Seit 1998 hatte er Lehraufträge an Universitäten in Marburg, Heidelberg, Frankfurt, Bern und Zürich sowie an der damaligen Deutschen Hochschule für Verwaltungswissenschaften in Speyer. Seine Habilitation erfolgte 2003 an der Universität Marburg mit der Arbeit Tangzeitliche Kaisermausoleen in der Provinz Shaanxi, VR China. Untersuchungen zur Baugestalt, Struktur und Entwicklung imperialer Grabanlagen des 7. bis 9. Jahrhunderts n. Chr. am Beispiel des Qiaoling, 2009 wurde er in Marburg zum außerplanmäßigen Professor ernannt.
Von 2001 bis 2005 leitete er die Abteilung Archäologie am Schweizerischen Landesmuseum in Zürich. Von 2005 bis 2011 war er Direktor und Geschäftsführer des Historischen Museums der Pfalz in Speyer.
Im März 2011 wurde er als Nachfolger von Hans Ottomeyer zum Präsidenten der Stiftung Deutsches Historisches Museum in Berlin berufen. Unter seiner Leitung erhielt das Museum ein neues Corporate Design, zeigte wichtige Ausstellungen zur Geschichte und verzeichnete wachsende Besucherzahlen. Im Mai 2016 legte Koch sein Amt als Präsident des Deutschen Historischen Museums nieder.
2013 wurde Koch eine Honorarprofessur an der Freien Universität Berlin verliehen. Seit 2017 lehrte Koch als Professor an der Central Academy of Fine Arts (CAFA) in Peking und Shanghai.
Alexander Koch starb nach kurzer schwerer Krankheit im Januar 2019 im Alter von 52 Jahren.